# Направленное множество
Направленное множество — непустое множество A с заданным на нем рефлексивным транзитивным отношением ≤ (то есть предпорядком), обладающее дополнительным свойством: у любой пары элементов из A есть верхняя грань в A.
Направленные множества являются обобщением линейно упорядоченных множеств, то есть любое линейно упорядоченное множество является направленным (для частично упорядоченного множества это, вообще говоря, неверно). В топологии направленные множества используются для определения направленностей, являющихся обобщением последовательности и объединяющих понятие предела, используемого в математическом анализе.

## Примеры
Примеры направленных множеств:
- Множество натуральных чисел N со стандартным отношением ≤ есть направленное множество.
- Множество N {\displaystyle \times } N пар натуральных чисел становится направленным множеством, если определить отношение следующим образом: (n0 , n1) ≤ (m0, m1) тогда и только тогда, когда n0 ≤ m0 и n1 ≤ m1.
- Множество разбиений интервала при этом {\displaystyle P\leq R} если разбиение {\displaystyle R} является подразбиением {\displaystyle P}.
- Если x0 — вещественное число, мы можем сделать из R направленное множество: a ≤ b тогда и только тогда, когда 
|a − x0| ≥ |b − x0|. Это пример направленного множества, не являющегося частично упорядоченным.
- Тривиальным примером частично упорядоченного множества, не являющегося направленным, является множество {a, b}, в котором определены лишь отношения a ≤ a и b ≤ b.
- Если T — топологическое пространство, а x0 — точка из T, то мы можем задать направление на множестве окрестностей x0 следующим образом: U ≤ V тогда и только тогда, когда U содержит V.
  - Для всех U: U ≤ U; так как U содержит себя.
  - Для всех U,V,W: если U ≤ V и V ≤ W, то U ≤ W; так как если U содержит V и V содержит W, то U содержит W.
  - Для всех U, V: существует множество U {\displaystyle \cap } V такое, что U ≤ U {\displaystyle \cap } V и V ≤ U {\displaystyle \cap } V; так как и U, и V содержат U {\displaystyle \cap } V.
- В частично упорядоченном множестве P, множество нижних границ некоторого элемента из P, то есть множество вида {a| a из P, a ≤x} где x — фиксированный элемент из P, является направленным множеством.

## Направленные подмножества
Отношение направления может не быть антисимметричным, и, следовательно, направленные множества не всегда являются частично упорядоченными. Однако термин направленное множество также часто употребляется в контексте частично упорядоченных множеств. Таким образом, подмножество A частично упорядоченного множества (P,≤) называется направленным подмножеством, если A непусто, и для всех a и b из A существует c из A такой, что a ≤ c и b ≤ c. Здесь отношение порядка на элементах из A наследуется от P; поэтому рефлексивность и транзитивность не требуются в явном виде.